# Ride (canção de Twenty One Pilots)
"Ride" é uma canção gravada pelo duo musical americano Twenty One Pilots para seu quarto álbum de estúdio, Blurryface. Composta pelo vocalista Tyler Joseph e produzida por Ricky Reed, a faixa foi a primeira a ser desenvolvida por Reed para o álbum, sendo este seu primeiro trabalho com a dupla. "Ride" foi criada num momento de inatividade do duo, que contatou Reed para a sua cidade natal, onde o produtor ouviu uma versão de demonstração da obra e concordou em colaborar nela. Uma mescla de reggae a electropop, "Ride" é um rap alternativo cujas letras mostram o intérprete ponderando sobre a vida e admitindo a si próprio que está pensando demais e que precisa de ajuda. Inicialmente lançada como um single promocional em 12 de maio de 2015 nas plataformas digitais, foi oficializada como o quinto single de Blurryface em 12 de abril de 2016, data em que foi enviada pela gravadora Fueled by Ramen às estações mainstream dos Estados Unidos.
"Ride" foi geralmente recebida com análises positivas de críticos musicais, que elogiaram a forma como sua sonoridade foi trabalhada e a "entrega vocal sucinta" de Joseph. Alguns analistas, entretanto, disseram que a canção "carece de bom gosto". Comercialmente, obteve um desempenho favorável, atingindo as vinte primeiras posições nas paradas musicais de países como Austrália, Áustria, Canadá, Eslováquia, França, Nova Zelândia e República Tcheca. Nos Estados Unidos, alcançou pico na quinta posição da Billboard Hot 100, tornando-se a terceira canção do duo a se estabelecer nas cinco primeiras colocações do gráfico. O videoclipe do tema foi dirigido por Mark C. Eshleman e lançado em 13 de maio de 2015 no YouTube, com cenas que retratam o duo se apresentando no meio de uma floresta, onde o tempo transita abruptamente do dia para a noite várias vezes ao longo da gravação. A faixa fez parte dos alinhamentos das turnês Blurryface Tour (2015–16), Emotional Roadshow World Tour (2015–17) e The Bandito Tour (2018–19). Ademais, foi incluída nas trilhas sonoras dos jogos eletrônicos WWE 2K17 e Pro Evolution Soccer 2017, ambos de 2016.

## Antecedentes e gravação
Alugamos um velho órgão Hammond B3 Leslie e alguns outros tipos de filmes antigos de alguma produção de reggae, como uma produção de reggae dos anos 60 e 70, e lançamos isso na canção. Terminamos logo, antes do álbum ser lançado, e é definitivamente uma das minhas favoritas que fizemos juntos.

Ricky Reed sobre o processo de criação de "Ride"
Para a divulgação de seu terceiro álbum de estúdio, Vessel, lançado em janeiro de 2013, os Twenty One Pilots percorreram extensivamente várias partes do mundo. Nesse percurso, o vocalista Tyler Joseph declarou que estavam trabalhando no sucessor do disco: "Nós estamos na estrada há dois anos em turnê, e é hora de parar e focar em escrever. Enquanto viajamos, temos um estúdio de gravação [feito] de bolhas; não é extravagante, mas conseguimos obter ideias e estamos animados para seguir em frente." Embora inicialmente tenha dito que o álbum seria "misterioso e descontraído", ele mais tarde negou a declaração: "Não será frio e misterioso, será muito vulnerável, mas muito enérgico às vezes. [...] queremos que o álbum seja dinâmico."
Com o fim de criar um registro "mais eclético" que Vessel, eles decidiram trabalhar com mais produtores. Um dos colaboradores do projeto foi o produtor Ricky Reed, integrante do grupo Wallpaper., o qual já era conhecido do duo, pois ambos se apresentaram em muitos dos mesmos eventos, tendo também amigos em comum. Certa vez, Ricky e Tyler se encontraram num restaurante mediterrâneo. "Almoçamos e conversamos sobre música, basquete e muita coisa. Nós decidimos que seria divertido tentar uma canção juntos", disse o produtor. Durante uma pausa na carreira dos Twenty One Pilots, Reed viajou para Columbus, capital do estado de Ohio e cidade natal da dupla, com a qual até então ele nunca havia colaborado. Lá ele ouviu uma versão de demonstração de uma faixa chamada "Ride" e concordou em trabalhar nela, sendo a primeira que produziu para o álbum. A obra foi finalizada em Los Angeles, Califórnia, onde também ocorreu sua gravação, que se deu no estúdio Serenity West Recording, em Hollywood, além dos estúdios Sonic Lounge, em Grove City, Ohio.

## Composição
"Ride" é um rap alternativo que mescla reggae e electropop. Sua composição musical é construída sobre uma forte influência de reggae infundido com sons de rock. Instrumentalmente, a canção emite uma "vibração otimista", apresentando riffs oriundos de música caribenha e sintetizadores "cintilantes". A lenta e dupla batida de bateria de Josh Dun une a faixa ao lado de uma linha de baixo sombria e taciturna. Sua bateria fornece a faixa otimista com destreza rítmica, tocando de forma inspirada no punk rock. Joseph recita rimas contemplativas; suas partes vocais demonstram uma entrega nítida, que vai abruptamente de baladas para rap e gritos. Depois de cantar um verso de abertura, Joseph entrega suas letras em um estilo forte e staccato de rap acelerado. O refrão da música e suas proclamações vêm em camadas entre os versos que carregam sensibilidades altamente rímicas. O instrumental da faixa também leva desvios inspirados no dub. Em sua ponte, Joseph se envolve emfrases de chamada e resposta. Durante o intervalo , ele canta de uma maneira que muda entre sua voz normal e um falsete. A música foi construída ao longo do tempo, culminando em um clímax imponente que fez os vocais de Joseph subirem enfaticamente. O arranjo musical termina com uma conclusão conduzida pelo piano. De acordo com a partitura publicada pela editora Alfred Music no website Musicnotes.com, a obra é definida na assinatura de tempo comum (4/4) e está composta no tom de sol bemol maior, com um andamento rápido cujo metrônomo varia entre 144 e 152 batidas por minuto. O alcance vocal na faixa se abrange entre as notas de ré bemol3 e si bemol5.
Liricamente, "Ride" é um ponderamento sobre o "passeio da vida". Ao decorrer do tema, o intérprete contempla questões difíceis — como descobrir por quem viveria ou morreria —, admite a si que está pensando demais na vida e clama por ajuda. Neil Z. Yeung, da base de dados Allmusic, observou que a obra e "Stressed Out" "enfrentam a angústia milenar e as lutas relacionadas à vida".

## Lançamento e recepção crítica
"Ride" foi primeiramente revelada num áudio lançado em 11 de maio de 2015 no canal oficial da dupla no YouTube. No dia seguinte, a faixa foi liberada como single promocional nas plataformas digitais, servindo como um adiantamento ao longo da pré-venda do álbum Blurryface, lançado naquela semana. Em 12 de abril de 2016, foi oficializada como a quinta faixa de divulgação do disco; a gravadora Fueled by Ramen a enviou para as estações de rádio mainstream dos Estados Unidos. "Ride" foi incluída no repertório de WWE 2K17 e Pro Evolution Soccer 2017, ambos jogos eletrônicos de 2016.
A recepção crítica para com "Ride" foi em geral positiva, com Gab Ginsberg da Billboard chamando-a de "irresistível". Erik Leijon do Montreal Gazette descreveu "Ride" como "falso reggae impossivelmente cativante". Anne Nickoloff e Troy Smith do The Plain Dealer consideraram a canção "uma mistura de tudo o que a banda faz de melhor" e prezaram seu refrão, o qual definiram como "delicioso". Jason Pettigrew da Alternative Press notou: "A maior parte de Blurryface é concebida em expressões de reggae ('Ride', 'Polarize', 'Message Man') que funcionam com o estilo de rap firme de Joseph e a destreza rítmica do baterista Josh Dun." Comentando pela edição australiana da Rolling Stone, Rod Yates foi compassivo quanto a experimentação sonora da dupla, opinando que a canção "soa como dois meninos brancos fazendo sua melhor impressão de reggae leve". Por outro lado, alguns críticos foram negativos quanto a mistura de gêneros na faixa. Escrevendo para o The Sydney Morning Herald, George Palathingal afirmou que "Ride" é "uma ofensora de oportunidades" igualmente para apreciadores de dub, hip-hop e rock. Da mesma forma, Philip Cosores da Consequence of Sound questionou: "Este é o futuro do rock? Um pouco de hip-hop, um pouco de dub, um pouco irritante e muito cativante?" Ele concluiu: "'Ride' representa o pior cenário para os Twenty One Pilots — uma cornucópia musical que carece de bom gosto."

## Faixas e formatos
| - Download digital 1. "Ride" – 3:34 - CD single (Alemanha, Áustria e Suíça) 1. Ride – 3:34 2. Ride (MSTR Rogers Remix) – 3:24 | - CD single (Reino Unido) 1. Ride – 3:34 2. Ride (MSTR Rogers Remix) – 3:24 3. Ride (Jay Mac Remix) – 4:19 4. Ride Jay Mac Instrumental – 4:18 |

## Créditos
Todo o processo de elaboração de "Ride" atribui os seguintes créditos:
Gravação
- Gravada nos Sonic Lounge Studios (Grove City, Ohio) e Serenity West Recording (Hollywood, Califórnia)
- Mixada em The Casita (Hollywood, Califórnia)
- Masterizada em Sterling Sound (Nova Iorque, NI)

Publicação
- Publicada pelas seguintes empresas: Warner-Tamerlane Publishing Corporation (BMI), Fueled by Music (BMI) e Stryker Joseph Music (BMI)
- Direitos administrados pela Warner-Tamerlane Publishing Corporation (BMI)
- Direitos pertencentes à empresa Stryker Joseph Music

Produção
| - Tyler Joseph: composição, vocalista, órgão e programação - Ricky Reed: produção, baixo e programação - Josh Dun: bateria - Joe Viers: engenharia | - Drew Kapner: engenharia - Neal Avron: mixagem - Chris Gheringer: masterização - Scott Skrzynski: assistência de mixagem |

## Desempenho comercial
Nos Estados Unidos, antes mesmo de ser lançada como single oficial, "Ride" estreou na 18.ª posição da Rock Songs na semana referente a 30 de maio de 2015. Após passar 47 semanas não-consecutivas no gráfico, atingiu o topo em junho de 2016, substituindo "Stressed Out" — da própria dupla —, que passou 23 edições consecutivas em pico. Ao conquistar o número 1 da Rock Songs, o Twenty One Pilots tornou-se o segundo ato na história dessa tabela a substituir a si próprio do topo. Anteriormente, o feito havia sido conquistado, em 2011, pela banda Foo Fighters quando a faixa "Rope" foi barrada por "Walk". "Ride" ainda passou mais oito edições no primeiro lugar antes de cair para o segundo, devido a entrada, em agosto de 2016, de "Heathens", também canção do duo. Na Billboard Hot 100, a canção fez estreia na 96.ª colocação na semana referente a 2 de abril de 2016, atingindo pico na quinta posição da tabela, em setembro daquele ano. Nesse período, "Heathens" encontrava-se no número 4 da mesma parada, fazendo o duo ser a terceira banda de rock com o feito de ter duas canções nos cinco primeiros postos — apenas os Beatles e Elvis Presley o haviam conquistado.
| Tabela musical (2015–16)                               | Melhor posição |
| ------------------------------------------------------ | -------------- |
| Alemanha (Media Control Charts)                        | 21             |
| Austrália (ARIA Charts)                                | 18             |
| Áustria (Ö3 Austria Top 40)                            | 7              |
| Bélgica (Ultratip de Flandres)                         | 13             |
| Bélgica (Ultratip da Valônia)                          | 7              |
| Canadá (Canadian Hot 100)                              | 13             |
| Dinamarca (Tracklisten)                                | 40             |
| Escócia (The Official Charts Company)                  | 76             |
| Eslováquia (Rádio Top 100)                             | 54             |
| Eslováquia (Singles Digitál Top 100)                   | 15             |
| Espanha (Productores de Música de España)              | 30             |
| Estados Unidos (Billboard Hot 100)                     | 5              |
| Estados Unidos (Adult Contemporary)                    | 16             |
| Estados Unidos (Adult Pop Songs)                       | 4              |
| Estados Unidos (Dance/Mix Show Airplay)                | 31             |
| Estados Unidos (Pop Songs)                             | 1              |
| Estados Unidos (Rock Songs)                            | 1              |
| França (Syndicat National de l'Édition Phonographique) | 12             |
| Hungria (Stream Top 40)                                | 23             |
| Irlanda (Irish Recorded Music Association)             | 38             |
| Itália (Federazione Industria Musicale Italiana)       | 23             |
| México (Mexico Airplay)                                | 1              |
| Noruega (VG-lista)                                     | 25             |
| Nova Zelândia (Recorded Music NZ)                      | 10             |
| Países Baixos (Single Top 100)                         | 33             |
| Portugal (Associação Fonográfica Portuguesa)           | 22             |
| Reino Unido (UK Singles Chart)                         | 47             |
| Tchéquia (Rádio Top 100)                               | 12             |
| Tchéquia (Singles Digitál Top 100)                     | 10             |
| Suécia (Sverigetopplistan)                             | 50             |
| Suíça (Schweizer Hitparade)                            | 22             |

| Tabela musical (2015)       | Posição |
| --------------------------- | ------- |
| Estados Unidos (Rock Songs) | 30      |

| Tabela musical (2016)                            | Posição |
| ------------------------------------------------ | ------- |
| Argentina (Monitor Latino)                       | 40      |
| Austrália (ARIA Charts)                          | 71      |
| Áustria (Ö3 Austria Top 40)                      | 29      |
| Bélgica (Ultratip de Flandres)                   | 54      |
| Bélgica (Ultratip de Valônia)                    | 41      |
| Canadá (Canadian Hot 100)                        | 28      |
| Estados Unidos (Billboard Hot 100)               | 20      |
| Estados Unidos (Adult Contemporary)              | 42      |
| Estados Unidos (Adult Pop Songs)                 | 13      |
| Estados Unidos (Pop Songs)                       | 9       |
| Estados Unidos (Rock Songs)                      | 2       |
| Itália (Federazione Industria Musicale Italiana) | 50      |
| Nova Zelândia (Recorded Music NZ)                | 40      |
| Países Baixos (Single Top 100)                   | 90      |
| Suíça (Schweizer Hitparade)                      | 58      |

| Tabela musical (2017)                                  | Posição |
| ------------------------------------------------------ | ------- |
| França (Syndicat National de l'Édition Phonographique) | 146     |

| País (Empresa)        | Certificação |
| --------------------- | ------------ |
| Alemanha (BVMI)       | Platina      |
| Áustria (ARIA)        | Platina      |
| Canadá (Music Canada) | 5× Platina   |
| Estados Unidos (RIAA) | 6× Platina   |
| Itália (FIMI)         | 3× Platina   |
| Noruega (IFPI Norway) | Platina      |
| Nova Zelândia (RMNZ)  | Platina      |
| Reino Unido (BPI)     | Platina      |
| Suíça (IFPI Suíça)    | Platina      |

## Histórico de lançamento
| País           | Data                | Formato(s)        | Gravadora       |
| -------------- | ------------------- | ----------------- | --------------- |
| Mundo          | 12 de maio de 2015  | Download digital  | Fueled by Ramen |
| Estados Unidos | 12 de abril de 2016 | Rádios mainstream | Fueled by Ramen |
| Alemanha       | 22 de julho de 2016 | CD single         | Fueled by Ramen |
| Áustria        | 22 de julho de 2016 | CD single         | Fueled by Ramen |
| Reino Unido    | 22 de julho de 2016 | CD single         | Fueled by Ramen |
| Suíça          | 22 de julho de 2016 | CD single         | Fueled by Ramen |